# Liste der Monuments historiques in Sigournais
Die Liste der Monuments historiques in Sigournais führt die Monuments historiques in der französischen Gemeinde Sigournais auf.

## Liste der Bauwerke
| Bezeichnung          | Beschreibung | Standort | Kennzeichnung | Schutzstatus          | Datum          | Bild           |
| -------------------- | ------------ | -------- | ------------- | --------------------- | -------------- | -------------- |
| Schloss              |              | (Lage)   | PA00110272    | Classé Inscrit Classé | 1946 1987 1992 | weitere Bilder |
| Neues Schloss        |              | (Lage)   | PA00135567    | Inscrit               | 1995           | weitere Bilder |
| Haus La Jordronnière |              | (Lage)   | PA85000021    | Inscrit               | 2005           |                |

## Liste der Objekte
- Monuments historiques (Objekte) in Sigournais in der Base Palissy des französischen Kultusministeriums